# Лікареве
Лі́кареве (колишня назва — Ка́рлівка) — село в Україні, у Новомиргородській міській громаді Новоукраїнського району Кіровоградської області. Населення становить 109 осіб (2015). Площа села — 129,19 га. Орган місцевого самоврядування — Новомиргородська міська рада.

## Археологія
Поблизу Лікаревого, на мису, утвореному берегом річки Велика Вись та струмком, знаходиться поселення Трипільської культури етапу ВІІ, відкрите новомиргородським археологом Петром Івановичем Озеровим та обстежене О. В. Цвек у 1987 році. Площа поселення — близько 40 га. Тут виявлено залишки наземних жител, розташованих по кільком колам.

## Історія

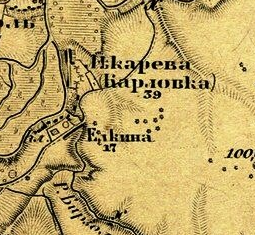
Лікареве на військово-топографічній карті 1869 року

В районі сучасного села Лікареве, у гирлі річки Скарбна до 1750-х років існувала пасіка новомиргородського козака Гната Завалія.
Оскільки мешканці села належали до приходів як Покровської церкви Андріївки, так і церкви Різдва Богородиці села Троянове, то метричні книги з записами про хрещення та народження, вінчання та відспівування з 1780 року нині знаходяться в Одеському обласному архіві, з 1795 року — в Кіровоградському обласному архіві. Матеріали перепису населення 1858 року — ревізькі казки, знаходяться в Херсонському обласному архіві. Дані про окремі родини та матеріали перепису населення 1858 року можна знайти на сімейному сайті «Рід Чорноіван».
Відповідно до ревізької казки 1858 року, тут у власності поміщиці баронеси Анни фон Медем налічувалось 138 осіб чоловічої статі та 148  — жіночої, тобто 286 осіб.
В 1959 році село увійшло в підпорядкування Новомиргородської міської ради. Тут містився колгосп імені Котовського.

## Населення
Згідно з переписом УРСР 1989 року чисельність наявного населення села становила 234 особи, з яких 93 чоловіки та 141 жінка.
За переписом населення України 2001 року в селі мешкало 212 осіб.
В 2011 році населення скоротилось до 116 жителів.
Станом на 1 січня 2014 року у 56 дворах тут мешкало 111 осіб (50 чоловічої статі та 61 — жіночої), з яких 17 дітей. Рівно через рік населення зменшилось на 2 особи.
| 1858 | 2001 | 2011 | 2014 | 2015 |
| ---- | ---- | ---- | ---- | ---- |
| 286  | 212  | 116  | 111  | 109  |
|      | ▼    | ▼    | ▼    | ▼    |

### Мова
Розподіл населення за рідною мовою за даними перепису 2001 року:
| Мова       | Відсоток |
| ---------- | -------- |
| українська | 91,98 %  |
| російська  | 5,66 %   |
| молдовська | 1,42 %   |
| інші       | 0,94 %   |

## Вулиці
У Лікаревому налічується три вулиці:
- Миру вул.
- Перемоги вул.
- Троянівська вул. (колишня Радянська)